# Calamity Crush
Calamity Crush è un singolo in vinile di Foetus (in questo caso, Foetus Art Terrorism) pubblicato dalla Self Immolation/Some Bizzare nel 1984.

## Track list
1. "Calamity Crush" – 5:58
2. "Catastrophe Crunch" – 7:00

Entrambe le tracce compaiono anche su Sink.

## Formazione
- J. G. Thirlwell (come Clint Ruin e F.A.T.) - Performance, produzione, arrangiamenti
- Warne Livesy - produzione